# Achelia longipes
Achelia longipes är en havsspindelart som beskrevs av Walter Hendricks Hodge 1864. Achelia longipes ingår i släktet Achelia, och familjen Acheliidae. Arten har ej påträffats i Sverige.